# میلان الکسیچ (بازیکن فوتبال)
میلان الکسیچ (انگلیسی: Milan Aleksić؛ زادهٔ ۳۰ اوت ۲۰۰۵) بازیکن فوتبال اهل صربستان است که در حال حاضر برای ساندرلند در پست هافبک بازی می‌کند.
وی همچنین در تیم‌های ملی فوتبال زیر ۱۸ سال، زیر ۱۹ سال و زیر ۲۱ سال صربستان بازی کرده است.

## دوران باشگاهی
در ۲۳ نوامبر ۲۰۲۴، آلکسیچ نخستین بازی خود را برای ساندرلند و در فوتبال انگلیس به عنوان بازیکن تعویضی در تساوی ۱–۱ برابر میلوال انجام داد.
او نخستین گل خود را برای ساندرلند برابر استوک به ثمر رساند. او در دقیقهٔ ۶۰ به جای کریس ریگ وارد زمین شد و تنها در عرض ۴ دقیقه گلزنی کرد، در دور سوم جام حذفی انگلستان در تاریخ ۱۱ ژانویه ۲۰۲۵.

## دوران ملی
پس از نمایندگی صربستان در سطوح زیر ۱۸ سال و زیر ۱۹ سال، او در سن ۱۸ سالگی از سوی سرمربی دراگان استویکوویچ پیکسی به تیم ملی بزرگسالان صربستان برای مسابقات لیگ ملت‌های اروپا ۲۰۲۴–۲۵ برابر اسپانیا و دانمارک در تاریخ‌های ۵ و ۸ سپتامبر ۲۰۲۴ به ترتیب، دعوت شد.